# Rhinocricus tingo
Rhinocricus tingo är en mångfotingart som beskrevs av Chamberlin 1955. Rhinocricus tingo ingår i släktet Rhinocricus och familjen Rhinocricidae. Inga underarter finns listade i Catalogue of Life.